# چم‌گلک
چم‌گلک شهری در بخش مرکزی شهرستان اندیمشک در استان خوزستان ایران است.

## جمعیت
بر پایه سرشماری عمومی نفوس و مسکن در سال ۱۴۰۵ جمعیت این شهر ۱۲٬۵۴۵ نفر (در ۴٬۲۷۶ خانوار) بوده‌است.